# كلود أكينز
كلود أكينز (بالإنجليزية: Claude Akins)‏ مواليد 25 مايو 1926 في الولايات المتحدة - الوفاة 27 يناير 1994 في كاليفورنيا، الولايات المتحدة، هو ممثل أمريكي بدأ مسيرته الفنية سنة 1953. امتدت مسيرته الفنية لأكثر من 39 عاما.

## الأعمال
- من هنا إلى الخلود
- المتحديان
- بورجي وبيس

## روابط خارجية
- كلود أكينز على موقع IMDb (الإنجليزية)
- كلود أكينز على موقع ألو سيني (الفرنسية)
- كلود أكينز على موقع تيرنر كلاسيك موفيز (الإنجليزية)
- كلود أكينز على موقع أول موفي (الإنجليزية)
- كلود أكينز على موقع قاعدة بيانات الأفلام السويدية (السويدية)
- كلود أكينز على موقع إن إن دي بي (الإنجليزية)
- كلود أكينز على موقع ديسكوغز (الإنجليزية)
- كلود أكينز على موقع قاعدة بيانات الفيلم (الإنجليزية)
- كلود أكينز على موقع كينوبويسك (الروسية)